# Carré Rice Krispies
Pour les articles homonymes, voir Carré (homonymie) et Rice Krispies.

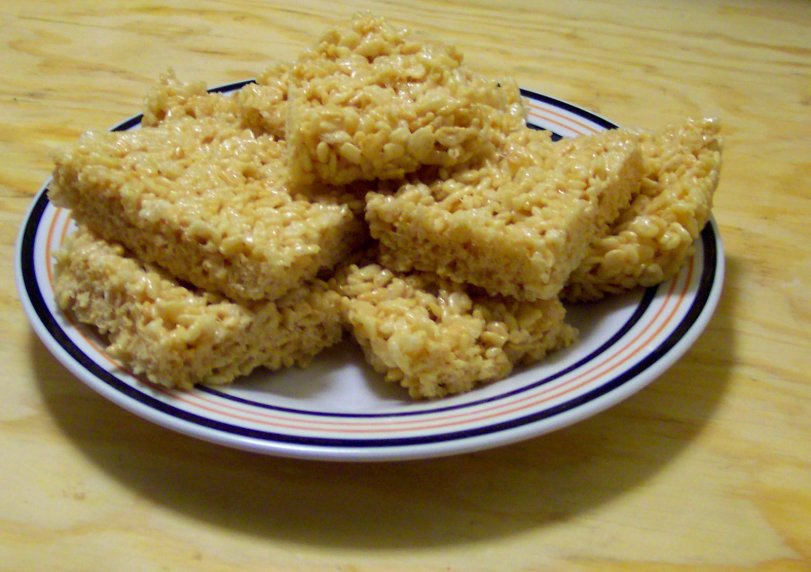
Carrés aux Rice Krispies.

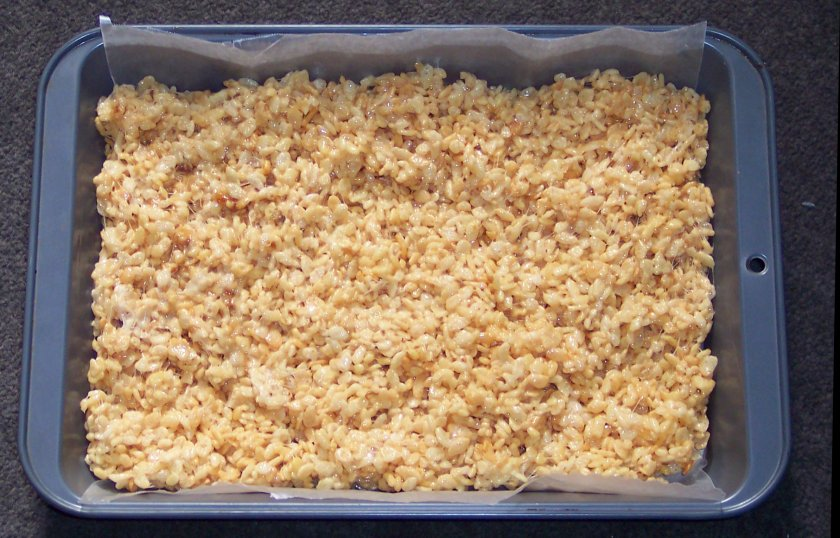
Carrés aux Rice Krispies avant d'avoir été coupés en portions individuelles.

Le carré Rice Krispies (ou carré aux Rice Krispies) est un dessert sucré fait de céréales Rice Krispies, de margarine ou de beurre et de guimauve fondue. 
Les carrés Rice Krispies sont généralement faits maison, mais depuis 1995 ils peuvent être achetés déjà préparés sous la marque Rice Krispies. Les carrés Rice Krispies ont été inventés en 1939 par Malitta Jensen et Mildred Day et les employés du département d'économie familiale de Kellogg's.